# Aprasia
Aprasia är ett släkte av ödlor. Aprasia ingår i familjen fenfotingar.
Arter enligt Catalogue of Life:
- Aprasia aurita
- Aprasia fusca
- Aprasia haroldi
- Aprasia inaurita
- Aprasia parapulchella
- Aprasia picturata
- Aprasia pseudopulchella
- Aprasia pulchella
- Aprasia repens
- Aprasia rostrata
- Aprasia smithi
- Aprasia striolata

The Reptile Database listar ytterligare två arter:
- Aprasia clairae
- Aprasia wicherina